# Avaria hyerana
Avaria hyerana is een vlinder uit de familie bladrollers (Tortricidae). De wetenschappelijke naam is voor het eerst geldig gepubliceerd in 1858 door Millière.
De soort komt voor in Europa.